# Decaspermum parvifolium
Decaspermum parvifolium là một loài thực vật có hoa trong Họ Đào kim nương. Loài này được (Ridl.) A.J.Scott mô tả khoa học đầu tiên năm 1985.